# فیف‌هایزن
فیف‌هایزن (به هلندی: Vijfhuizen) یک منطقهٔ مسکونی در هلند است که در هارلمرمیر واقع شده‌است. فیف‌هایزن ۴٬۱۹۴ نفر جمعیت دارد.